# Gröna Partiet i Sydkorea
Det Gröna Partiet i Sydkorea grundades i mars 2012. En av partiets huvudpunkter är kritiken mot kärnkraft och bildandet av partiet kan ses mot bakgrund av kärnkraftshaveriet i Fukushima. Partiet är medlem i Global Greens och Asia-Pacific Green Network. 